# Den offentliga sektorn
För den verksamhet som drivs av staten se offentlig sektor.
Den offentliga sektorn är den svenska artisten, skådespelaren, manusförfattaren och regissören Åsa Gustafssons band.

## Historia
Den offentliga sektorn grundades i samband med Åsa Gustafssons scenshow Bättre än så här blir det inte som spelades på Folkteatern i Göteborg i december 2012 och januari 2014. Med på scen fanns då Den offentliga sektorn som kompband. 
Den 26 mars 2014 släpptes studioalbumet Orsak och verkan med Åsa Gustafsson och Den offentliga sektorn med musiken från föreställningen. Åsa Gustafsson har skrivit texterna till de nio låtarna. För tonsättningen svarar musikern Lotta Wenglén. 
Lotta Wenglén svarar även för produktionen genom sitt skivbolag Margit Music. Skivan spelades in i Margit Musics Studio Böste utanför Malmö hösten 2013. 

## Medlemmar
- Åsa Gustafsson: Sång, munspel och tvärflöjt
- Lotta Wenglén: Gitarr och kör
- Christine Owman: Cello och kör
- Sverker Stenbäcken: Trummor
- Lisa Pedersen: Kör, klangspel och gitarr (januari 2014)
- Magnus Sveningsson: Bas (gästartist studioalbumet Orsak och verkan)
- Magnus Rylander: Syntljud (gästartist studioalbumet Orsak och verkan')

## Diskografi
Album
- Orsak och verkan (2014-03-26)

Singlar
- "Orsak och verkan" (2013-12-16)
- "Småkakor (2014-03-19)